# Xã Falconer, Quận Grand Forks, Bắc Dakota
Xã Falconer (tiếng Anh: Falconer Township) là một xã thuộc quận Grand Forks, tiểu bang Bắc Dakota, Hoa Kỳ. Năm 2010, dân số của xã này là 304 người.